# 岩槻站

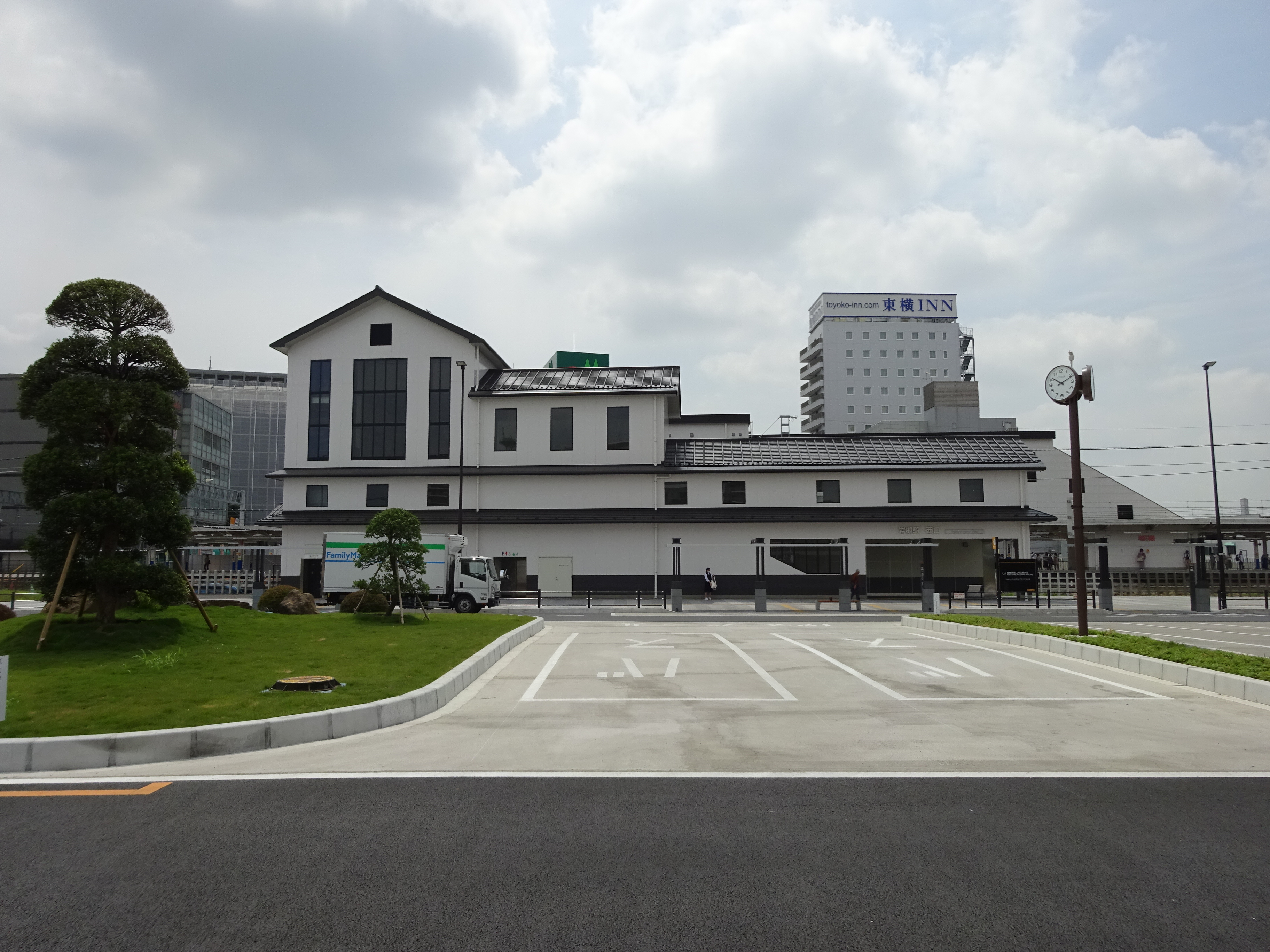
西口（2017年6月）

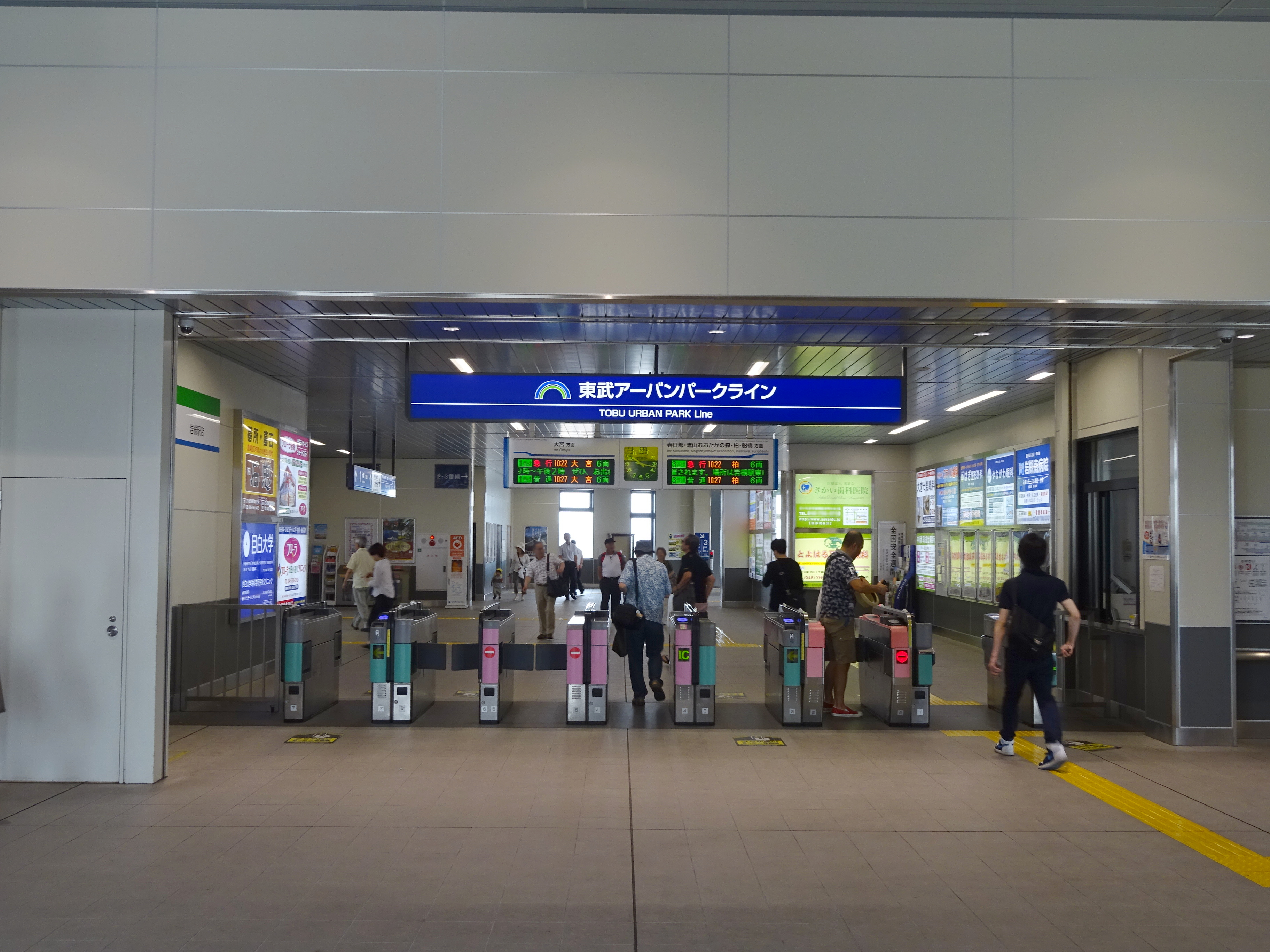
閘口（2017年6月）

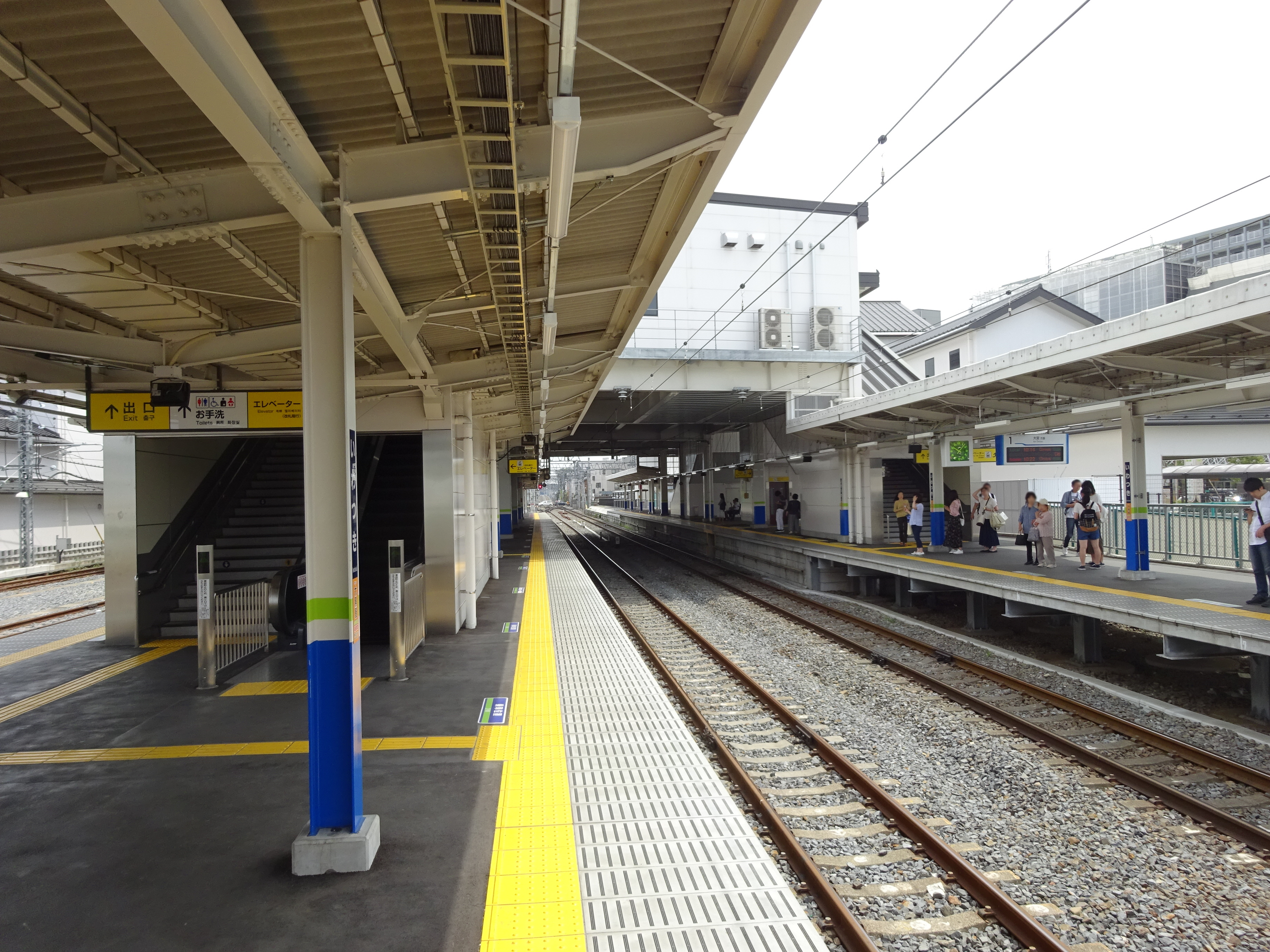
月台（2017年6月）

岩槻站（日语：／ Iwatsuki eki */?），位於日本埼玉縣埼玉市岩槻區本町一丁目，屬於東武鐵道野田線（東武都市公園線）的鐵路車站。車站編號是TD 06。

## 車站結構
側式月台1面1線與島式月台1面2線，合計2面3線的地面車站，跨站式站房。改建為跨站式前，大宮方向側式月台側有閘口，與島式月台以跨線天橋聯絡。2015年2月設立升降機，同年7月2、3號月台設立扶手電梯。車站業務委托東武車站服務。

### 月台配置
| 月台 | 路線           | 方向 | 目的地                         |
| ---- | -------------- | ---- | ------------------------------ |
| 1    | 東武都市公園線 | 上行 | 大宮方向                       |
| 2    | 東武都市公園線 |      | 大宮、柏方向（始發、待避列車） |
| 3    | 東武都市公園線 | 下行 | 春日部、柏、船橋方向           |

## 使用情況
2016年度1日平均上下車人次為35,921人。不與其他路線轉乘的野田線車站當中最多人上下車（全體第7位）。最高峰時一度超過4萬人，2004年以後下降至3萬5000人程度的傾向。
近年1日平均上下、上車人次的推移如下表。
| 年度               | 1日平均 上下車人次 | 1日平均 上車人次 |
| ------------------ | ------------------ | ---------------- |
| 1960年（昭和35年） | 11,039             | 5,676            |
| 1965年（昭和40年） | 19,208             | 9,856            |
| 1970年（昭和45年） | 26,888             | 13,503           |
| 1975年（昭和50年） | 31,440             | 15,717           |
| 1980年（昭和55年） | 36,041             | 17,529           |
| 1985年（昭和60年） | 36,293             | 18,038           |
| 1990年（平成02年） | 41,043             | 20,241           |
| 1994年（平成06年） | 42,914             | 21,244           |
| 1995年（平成07年） | 42,450             | 21,166           |
| 1996年（平成08年） | 42,323             | 21,177           |
| 1997年（平成09年） | 41,376             | 20,704           |
| 1998年（平成10年） | 40,377             | 20,216           |
| 1999年（平成11年） | 39,249             | 19,645           |
| 2000年（平成12年） | 38,640             | 19,262           |
| 2001年（平成13年） | 37,648             | 18,704           |
| 2002年（平成14年） | 36,796             | 18,272           |
| 2003年（平成15年） | 36,406             | 18,075           |
| 2004年（平成16年） | 35,893             | 17,810           |
| 2005年（平成17年） | 36,046             | 17,869           |
| 2006年（平成18年） | 36,427             | 18,084           |
| 2007年（平成19年） | 36,736             |                  |
| 2008年（平成20年） | 37,109             |                  |
| 2009年（平成21年） | 36,348             |                  |
| 2010年（平成22年） | 34,908             |                  |
| 2011年（平成23年） | 34,714             |                  |
| 2012年（平成24年） | 35,386             |                  |
| 2013年（平成25年） | 36,130             |                  |
| 2014年（平成26年） | 35,349             |                  |
| 2015年（平成27年） | 35,848             |                  |
| 2016年（平成28年） | 35,921             |                  |

## 相鄰車站
東武鐵道
 東武都市公園線
- ■特急「都市公園Liner」停靠站（只限往大宮停靠）

■急行
大宮（TD 01）－岩槻（TD 06）－春日部（TD 10）
■普通
七里（TD 05）－岩槻（TD 06）－東岩槻（TD 07）

## 外部連結
- 岩槻（車站資訊） - 東武鐵道